# Domy bamberskie na Dębcu w Poznaniu

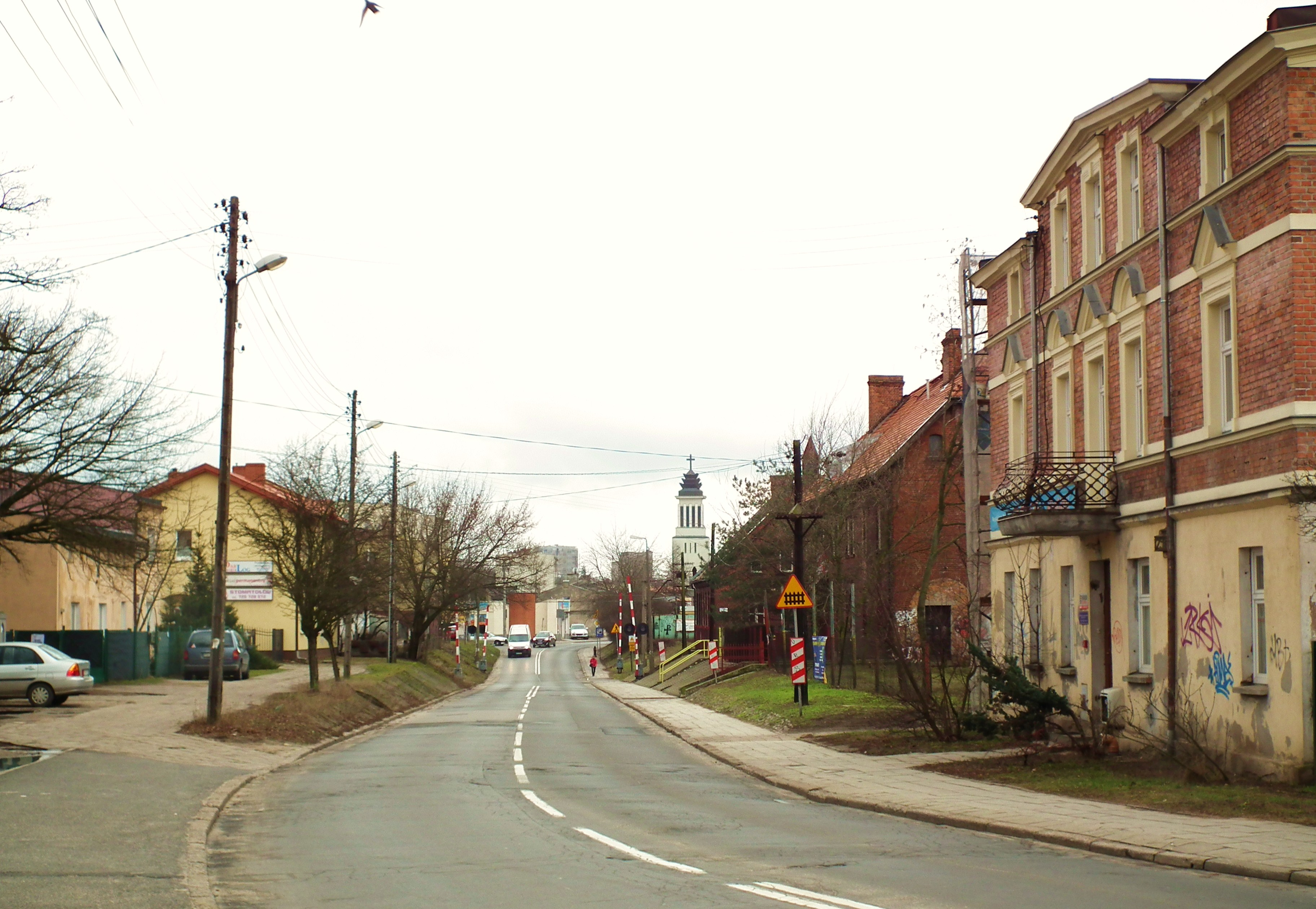
Ulica 28 Czerwca 1956r. (dawna Dębiecka) z zabudowaniami bamberskimi (pierwszy po prawej Dom Trittów pod nr 290, w tle wieża kościoła Świętej Trójcy)

Domy bamberskie na Dębcu – istniejące na Dębcu w Poznaniu budynki mieszkalne, budowane przez mieszkańców pochodzenia bamberskiego lub skoligaconych Polaków, zasiedlających dawne podpoznańskie wsie, które obecnie stanowią dzielnice miasta i uległy głębokim przekształceniom przestrzennym.

## Geneza
Osadnicy bamberscy przybyli w rejon Dębca około 1730, otrzymawszy pola, które ciągnęły się na zachód w stronę Świerczewa i na wschód sięgając Dębiny oraz Warty. W roku 1876 wielki pożar pochłonął większą część zabudowań dębieckich. Wkrótce po tym wydarzeniu potomkowie osadników bamberskich zbudowali nowe, murowane budynki, które przetrwały do dziś. Większość z nich wznosi się wzdłuż ulicy 28 Czerwca 1956 r. (dawniej Dębieckiej, przejściowo Dzierżyńskiego). 

## Obiekty
Kolejno, od północy:
| Nr | Nr domu | Nazwa/właściciel | Data powstania  | Zdjęcie | Uwagi |
| 1. | 290     | Dom Trittów      | 1879-1885       |         | Budynek z czerwonej cegły, nietynkowany, z zabudowaniami gospodarczymi. Mieścił restaurację, gdzie spotykali się członkowie Kółka Rolniczego, a także pierwszą szatnię drużyny piłkarskiej Lecha Poznań, którą Trittowie wspierali finansowo. |
| 2. | 295     | Maksymilian Muth | XIX/XX w.       |         | Jeden z czterech podpoznańskich domów Muthów w formie dworu. Cofnięty od ulicy i odgrodzony odeń ozdobną bramą. Portyk wsparty na czterech półkolumnach. Maksymilian Muth ofiarował dom kościołowi i wyprowadził się z niego. W latach 1923–1942 w ogrodzie stał pierwszy kościół na Dębcu (kaplica Najświętszego Serca Jezusowego), rozebrany na rozkaz nazistów niemieckich. Dom Mutha pełnił rolę probostwa, a po wojnie przedszkola prowadzonego przez zakonnice. W 1991 ustawiono tu głaz upamiętniający kościół. |
| 3. | 297     | Dom Walterów     | 1880            |         | Dwuczłonowy, parterowo-piętrowy. W części parterowej wnęka z figurą św. Wawrzyńca. Figura była dawniej częścią XIX-wiecznej kapliczki przydrożnej zlokalizowanej przy ul. św. Szczepana 17, zniszczonej przez hitlerowców w 1939. Ocaloną figurę wstawiono do wnęki po 1945. |
| 4. | 299     | Dom Blumrederów  | 1880            |         | Piętrowy obiekt wybudowali Blumrederowie, ale w połowie XX wieku przejęła go (w drodze małżeństwa) rodzina Trittów. Zachowane budynki gospodarcze na tyłach. |
| 5. | 311     | Dom Paetzów      | lata 80. XIX w. |         | Piętrowy, z naczółkiem (widok z 1991, obecnie pokryty reklamami, w tle bloki Klina Dębieckiego) |
| 6. | 313     | Dom Kayserów     | lata 80. XIX w. |         | Piętrowy. |
| 7. | 315     | Dom Muthów       | 1882            |         | Piętrowy. |
| 8. | 316     | Dom Paetzów      | lata 80. XIX w. |         | Piętrowy. Wyburzony na przełomie XX i XXI wieku, posiadał wnękę na figurę maryjną (zdjęcie z 1991). |
| 9. | 320     | Dom Kosickich    | 1882            |         | Ceglany, piętrowy, z zachowanymi zabudowaniami gospodarczymi (m.in. stodołą) i tablicą pamiątkową w kalenicy. |

Stan zachowania obiektów jest różny, wiele z nich posiada liczne dobudówki, pokryta jest reklamami i szpecącymi banerami.

## Inne
Oprócz bamberskich domów zachował się także krzyż drewniany przy domie Trittów (nr 290) z okresu międzywojennego, zniszczony przez hitlerowców i wzniesiony na nowo po wojnie.
Pośród zabudowań bamberskich stoi też dawna ceglana szkoła wiejska, niegdyś zlokalizowana w centrum wsi Dębiec.